# Iain Rankin (homme politique)
Pour les articles homonymes, voir Rankin.
Iain Rankin, né le 9 avril 1983 à Inverness, en Nouvelle-Écosse, est un homme politique canadien. Il est le 29e premier ministre de cette province du 23 février 2021 au 31 août 2021.
Il est chef du Parti libéral de la Nouvelle-Écosse du 6 février 2021 au 9 juillet 2022 et chef de l'opposition officielle de la Nouvelle-Écosse du 31 août 2021 au 9 juillet 2022.

## Biographie

### Jeunesse et études
Né à Inverness le 9 avril 1983, en Nouvelle-Écosse, Rankin grandit à Timberlea (en), une communauté située à la périphérie rurale/suburbaine de la municipalité régionale d'Halifax. Il est le fils du conseiller municipal de longue date d'Halifax, Reg Rankin.
Iain Rankin est diplômé de l'école secondaire Sir John A. Macdonald à Timberlea en 2001. Il obtient un diplôme en gestion de golf professionnel du Holland College à l'Île-du-Prince-Édouard, un baccalauréat en administration des affaires de l'Université Mount Saint Vincent en 2006 et une maîtrise ès arts à l'École diplomatique CERIS-ULB de Bruxelles.

### Vie politique
Il représente la circonscription de Timberlea-Prospect à l'Assemblée législative de la Nouvelle-Écosse. Élu député libéral lors de l'élection du 8 octobre 2013, il est réélu en 2017.
Il est élu chef du Parti libéral de la Nouvelle-Écosse le 6 février 2021.
Le 23 février 2021, Ian Rankin devient le 29e premier ministre de la Nouvelle-Écosse, en remplacement de Stephen McNeil qui s'est retiré de la politique.
Le 17 juillet 2021, il déclenche des élections générales qui ont lieu le 17 août 2021. Il est défait et doit laisser sa place au candidat progressiste-conservateur, Tim Houston.
Le 5 janvier 2022, Rankin annonce qu'il démissionnera de son poste de chef du Parti libéral de la Nouvelle-Écosse une fois qu'un nouveau chef sera choisi. Le 9 juillet 2022, il cède sa place à Zach Churchill lors du congrès de direction du parti.